# 新畿內亞副雙邊魚
新畿內亞副雙邊魚為輻鰭魚綱鱸形目鱸亞目雙邊魚科的其中一個種，分布於新幾內亞的淡水流域，體長可達10公分，棲息在海拔200-300公尺的丘陵溪流至氾濫平原，屬肉食性。